# Lê Thị Ngọc Lan
Lê Thị Ngọc Lan (chữ Hán:黎氏玉蘭; 1397 - 26 tháng 2, 1496), còn gọi là Lê Thị Ngọc Lân (黎氏玉蘭)  hay Quốc công phu nhân  (國公夫人) là chính thất của Nguyễn Xí, đại thần dưới triều Lê Lợi.
Trong Đại Việt sử ký toàn thư ghi lại, bà đã không quản đường sá xa xôi, đón Nguyễn Xí trở về từ cuộc tiến hành cuộc tấn công vào đất Chiêm Thành, cuối năm 1470, đầu năm 1471.

## Tiểu sử
Lê Thị Ngọc Lan sinh 1397 tại Lam Kinh, Thanh Hóa sinh ra trong hoàng tộc họ Lê, được gả cho Nguyễn Xí.
Bà Lê Thị Ngọc Lan được nhiều đời vua nhà Lê sắc phong theo tước chồng, lần lượt là "Quận công phu nhân" "Quốc công phu nhân"; sau khi qua đời, được truy tặng thụy hiệu "Thục Nhân".

## Hậu thế ghi công
- Đền Ngọc Lan thuộc quần thể khu di tích lịch sử Lam Kinh (căn cứ địa của cuộc khởi nghĩa Lam Sơn) cách TP.Thanh Hoá 51 km về phía Tây Bắc, thuộc xã Xuân Lam- huyện Thọ Xuân, được bộ Văn hoá Thông tin (cũ) xếp hạng là khu di tích lịch sử cấp quốc gia vào năm 1962. Đền hiện thờ Công chúa Lê Thị Ngọc Lan và bảy vị Công thần Khai quốc của nhà Lê; đó là các vị đại thần Lưu Nhân Chú, Phạm Vấn, Lê Sát, Lê Ngân, Nguyễn Lý, Lê Văn Linh và Bùi Quốc Hưng.[5]

## Con cái
1. Con trưởng: tên là Nguyễn Sư Hồi, làm quan đến chức Nhập nội thiếu úy tham dự triều chính phò mã đô úy.
2. Con thứ hai: tên Nguyễn Bá Sương, làm quan chức Phò mã đô úy nghiêm võ vệ tổng quản, đồng tổng tri chư tuớng sự hành Thuận Hóa đạo đô tổng binh sứ ty đô tổng binh sứ.
3. Con thứ ba: tên Nguyễn Đình Huyền, làm quan chức Hóa châu thần giáp quân đồng tri, đô tổng binh sứ ty đô tổng binh sứ.
4. Con thứ tư: tên Nguyễn Bá Kiệt, làm quan chức Phấn võ vệ tam phụ quốc quân đồng tri.
5. Con thứ năm: tên là Nguyễn Kế Sài, làm quan chức hành Thuận hóa đạo tam phụ quốc quân đồng tri đô tổng binh sứ ty đô tổng binh sứ.
6. Con thứ sáu: tên là Nguyễn Phùng Thời, làm quan chức Thanh hoa đạo đô tổng binh sứ ty đô tổng binh sứ.
7. Con thứ bảy: tên là Nguyễn Thúc Nga, làm quan chức Nhất cuộc chính giám đô tổng binh sứ ty đô tểng binh sứ đồng tri.
8. Con thứ tám: tên Nguyễn Tôn Cao, làm quan chức Nhất cuộc chính giám Lạng Sơn xứ đô tổng binh sứ ty đô tổng binh sứ đồng tri.
9. Con thứ chín: tên Nguyễn Cảnh Thanh, làm quan chức Tuyên quốc vệ đô tổng binh sứ ty đô tổng binh sứ đồng tri.
10. Con thứ mười: tên Nguyễn Trọng Đạt, làm quan chức Đạt tín đại phu.
11. Con thứ mười một: tên Nguyễn Phúc Xà, làm quan chức Nhất cuộc chính giám đạt tín đại phu.
12. Con thứ mười hai: tên là Nguyễn Hữu Lượng, làm quan chức Huân đạt vệ quản lệnh.
13. Con thứ mười ba: tên Nguyễn Đồng Dần, làm quan chức Ngọc linh vệ quản lệnh.
14. Con thứ mười bôn: tên Nguyễn Nhân Thực, làm quan chức Nghiêm dũng vệ tiền sở quản lệnh.
15. Con thứ mười lăm: tên Nguyễn Văn Chinh, làm quan Thanh Hoa đạo đô tổng binh sứ ty đô tổng binh sứ.
16. Con thứ mười sáu: tên Nguyễn Duy Tân, mất lúc còn nhỏ.
17. Con thứ mười bảy: tên Nguyễn Ngọc Hỷ quận phu nhân.
18. Con thứ mười tám: tên Nguyễn Ngọc Lệ, lấy Thái tử con vua,
19. Con thứ mười chín: tên Nguyễn Ngọc Minh quận phu nhân
20. Con thứ hai mươi: tên  Nguyễn Ngọc Thái quận phu nhân
21. Con thứ hai mươi mốt: tên là  Nguyễn Ngọc Biên quận phu nhân
22. Con thứ hai mươi hai: tên Nguyễn Ngọc Liên quận phu nhân
23. Con thứ hai mươi ba: tên   Nguyễn Ngọc Kính (Ngọc Quỳnh) quận phu nhân
24. Con thứ hai mươi tư: tên  Nguyễn Ngọc Bình quận phu nhân